# Liste der denkmalgeschützten Objekte in Nötsch im Gailtal
Die Liste der denkmalgeschützten Objekte in Nötsch im Gailtal enthält die 23 denkmalgeschützten, unbeweglichen Objekte der Gemeinde Nötsch im Gailtal.

## Denkmäler
| Foto |                 | Denkmal | Standort                                                   | Beschreibung | Metadaten |
| ---- | --------------- | --- | ---------------------------------------------------------- | --- | --- |
| ja   | Datei hochladen | Kath. Filialkirche hl. Bartholomäus und Friedhof HERIS-ID: 53584 Objekt-ID: 61576                                   | Emmersdorf Standort KG: Kerschdorf im Gailtal              | Gotischer Chor, barockisiertes Langhaus. Turm im nördlichen Chorwinkel: Mauerschlitze, Glockengeschoß durch Gesimse eingerahmt, Biforienfenster, niedrige barocke Zwiebelhaube (gewalmter Helm). Chor eingezogen; Fenster mit plastischer barocker Rahmung; im Schluss Lunettenfenster. Südlicher niedriger Sakristeianbau; spätgotische Fenster, abgefast. Am Langhaus nördlich und südlich je zwei breite Strebepfeiler, barock; Fenster neu verglast. Gemauerte Westvorhalle, nach Norden geschlossen; barocke Holzdecke. West-Portal spitzbogig abgefast; Holztür bezeichnet 1884. Außen an der südlichen Vorhallenwand Grabstein von 1848. Im Chorschluss Wandgemälde Kreuzabnahme, barock. | BDA-Hist.: Q38057690 Status: § 2a Stand der BDA-Liste: 2025-06-30 Name: Kath. Filialkirche hl. Bartholomäus und Friedhof GstNr.: .1, 200 Kirche Emmersdorf (Nötsch)                         |
| ja   | Datei hochladen | Kath. Filialkirche hl. Nikolaus und Friedhof HERIS-ID: 53927 Objekt-ID: 62025                                       | Kerschdorf Standort KG: Kerschdorf im Gailtal              | Spätgotischer Bau, Ende des 15. Jahrhunderts. Mächtiger Turm im südlichen Chorwinkel. 1994 Außenrestaurierung. Am Turm zweiteilige rundbogige Schallfenster, darunter Gesimse; Pyramidendach. Südliches Chorfenster vermauert (Turm jünger als Chor). Im Chor drei zweiteilige Lanzettfenster, eines mit Maßwerk. Nördliche Sakristei. Im Langhaus drei Spitzbogenfenster, eines mit Maßwerkresten. An der Nord-Wand zwei Streben. Offene Pfeilervorhalle. Aufgang zur Empore mit barocker Tür. Steinerner Opfertisch; darauf kleiner verwitterter Altar Ende 17. Jh. West-Portal spitzbogig, reich profiliert. Nord-Wand, Wandmalereireste hl. Christophorus Ende 16. Jh. | BDA-Hist.: Q38059110 Status: § 2a Stand der BDA-Liste: 2025-06-30 Name: Kath. Filialkirche hl. Nikolaus und Friedhof GstNr.: .65, 1456/2 Filialkirche hl. Nikolaus, Nötsch                  |
| ja   | Datei hochladen | Schloss Kerscheneck HERIS-ID: 35633 Objekt-ID: 34422                                                                | Kerschdorf 3 Standort KG: Kerschdorf im Gailtal            | Beim Schloss Kerscheneck handelt es sich um einen zweigeschoßigen, rechteckigen Bau aus der 2. Hälfte des 16. Jahrhunderts. Im 17. Jahrhundert wurde ein Attikageschoß aus querovalen Luken aufgemauert. Das Gebäude ist von einem Walmdach bedeckt. Die Gebäudeecken werden durch eine Sgraffitoquaderung betont. Das Architekturdekor mit den illusionistischen Fensterrahmungen stammt aus dem Frühbarock. Auf der Südseite befindet sich eine Sonnenuhr. Das barocke Rundbogenportal aus dem 16. Jahrhundert weist eine Rahmung aus dunkelrotem Kalkstein, einfache massige Kämpfer und Volutenkeilsteine auf. Die Sgraffitoumrahmung der Obergeschoßfenster stammt aus dem 16. Jahrhundert. Bemerkenswert sind auch die alten Schmiedeeisengitter. Die Holzdecke im Erdgeschoß wurde 1993 restauriert. | BDA-Hist.: Q37965701 Status: Bescheid Stand der BDA-Liste: 2025-06-30 Name: Schloss Kerscheneck GstNr.: .67 Schloss Kerscheneck, Nötsch                                                     |
| ja   | Datei hochladen | Ortskapelle hl. Josef HERIS-ID: 7620 Objekt-ID: 3557                                                                | westlich Michelhofen 15 Standort KG: Kerschdorf im Gailtal | Bei der dem Heiligen Josef geweihten Ortskapelle handelt es sich um einen kleinen, spätbarocken Bau aus dem Jahr 1725. Er weist im Westen einen hölzernen Dachreiter sowie eine offene Pfeilervorhalle auf. Der zweijochige Innenraum endet in einem Chor mit 3/8-Schluss und ist von einem Flachtonnengewölbe überwölbt. Die Stichkappen des Gewölbes sind mit Stuckgraten versehen. Die Fenster der Südwand des Langhauses sind Segmentbogenfenster auf, die der Nordwand Rundbogenfenster. Die Wandmalereien und das Altarbild mit einer Darstellung Christi stammen von Franz Ritsch senior und wurden im Jahr 1886 gefertigt. Im Chor sind die Heilige Maria und der Heilige Josef dargestellt; in der Deckenmitte der Heilige Antonius von Padua. An der nördlichen und südlichen Wand die Heilige Maria Magdalena und Johannes der Täufer. Das frühbarocke Antependium des Altars stammt aus Nötsch. Auf der barocken Predella befinden sich ebenfalls barocke Schnitzfiguren der Heiligen Petrus und Paulus. Vor dem Altarbild befindet sich eine Figur des Heiligen Antonius von Padua vom Ende des 19. Jahrhunderts. Der um 1700 in Nötsch gefertigte ehemalige Kanzelkorb ist als eine Altarmensa aufgestellt. Der Opferstock von 1886 trägt einen spätbarocken Schmerzensmann. | BDA-Hist.: Q37970805 Status: Bescheid Stand der BDA-Liste: 2025-06-30 Name: Ortskapelle hl. Josef GstNr.: .31 Ortskapelle hl. Josef, Michelhofen                                            |
| ja   | Datei hochladen | Kapelle Mariae Himmelfahrt, Windische Kapelle HERIS-ID: 45817 Objekt-ID: 47270                                      | nordwestlich Dobratsch-Gipfelweg 3 Standort KG: Saak       | Die Kapelle wurde 1690 erbaut. Sie ist ein kleiner Langbau, am Chor mit 3/8-Schluss sind Strebepfeiler. Ein von Jakob Wald gestaltetes Denkmal erinnert an den Bergwerksdirektor Romuald Holenia. | BDA-Hist.: Q1665049 Status: Bescheid Stand der BDA-Liste: 2025-06-30 Name: Kapelle Mariae Himmelfahrt, Windische Kapelle GstNr.: .173 Windische Kapelle                                     |
| ja   | Datei hochladen | Befestigte Höhensiedlung Förker Laasriegel HERIS-ID: 57874 Objekt-ID: 68209                                         | Laasriegel Standort KG: Saak                               | Am Südhang des Dobratsch wurden 1989 ein keltisches Waffendepot und eine Wallanlage gefunden. Die Fundstücke befinden sich jetzt großteils im Landesmuseum Kärnten. In einem Schacht waren (von oben nach unten) zwölf keltische Helme, vierzehn Lanzenspitzen und zwölf Schwertscheiden mit Gürtelketten und Schildbeschlägen deponiert worden. Neben diesen dokumentierten Funden werden noch einige weitere genannt, die bei Raubgrabungen abhandenkamen. Nachgrabungen erbrachten ein römisches Pilum, zwei Fibeln und einen Spinnwirtel. Die Objekte sind dem Waldalgesheim-Stil zuzuordnen, also der mittleren Latènezeit. | BDA-Hist.: Q38079112 Status: Bescheid Stand der BDA-Liste: 2025-06-30 Name: Befestigte Höhensiedlung Förker Laasriegel GstNr.: 1458 Befestigte Höhensiedlung Förker Laasriegel              |
| ja   | Datei hochladen | Probefresken an der Rückwand des Gartenhauses des ehem. Gasthofs Michor HERIS-ID: 112338 Objekt-ID: 130481seit 2014 | Nötsch 14 Standort KG: Saak                                | Der Kernbau des ehemaligen Gasthofes Michor (heutzutage Hotel Marko) wurde um 1870 errichtet, 1910 aufgestockt und um risalitartige, späthistoristische Anbauten im Osten und Westen erweitert. Im ersten Stock des westlichen Gebäudeteiles befand sich bis zu dessen Übersiedelung nach Stuttgart (1928) das Atelier von Anton Kolig. In der südlich gelegenen freistehenden Gartenveranda des Gasthofes haben sich Fragmente von Fresken erhalten, deren Entstehung technisch und thematisch mit den Wandbildern zusammenhängt, die Anton Kolig gemeinsam mit seinen Stuttgarter Studenten im Klagenfurter Landhaus 1929/30 geschaffen hat, die 1938/39 aus politischen Gründen zerstört wurden. | BDA-Hist.: Q37830510 Status: Bescheid Stand der BDA-Liste: 2025-06-30 Name: Probefresken an der Rückwand des Gartenhauses des ehem. Gasthofs Michor GstNr.: .23 Probefresken Gasthof Michor |
| ja   | Datei hochladen | Volksschule HERIS-ID: 54352 Objekt-ID: 62594                                                                        | Nötsch 115 Standort KG: Saak                               | Erbaut in den Jahren 1938 bis 1941 als ein qualitätsvolles Beispiel für die Architektur des gemäßigt modernen alpenländischen Heimatstiles. Von 1943 bis 1950 hatte Anton Kolig hier in der mittleren Klasse des nach Süden orientierten Obergeschoßes sein letztes Atelier. | BDA-Hist.: Q38060533 Status: § 2a Stand der BDA-Liste: 2025-06-30 Name: Volksschule GstNr.: .322 Volksschule Nötsch                                                                         |
| ja   | Datei hochladen | Kath. Pfarrkirche hl. Kanzian HERIS-ID: 54567 Objekt-ID: 62879                                                      | Saak Standort KG: Saak                                     | Von Friedhofsmauer umzogen. Mittelgroße spätgotische Kirche mit leicht eingezogenem Chor und niederem Turm im nördlichen Chorwinkel, Schallfenster spitzbogig und abgefast, darüber barockes Haubendach, südlich bezeichnet 1879 (Renovierungsdatum). Langhaus nördlich und südlich durch je 2 zweifach abgetreppte Strebepfeiler und je 2 Spitzbogenfenster gegliedert. Am Chor 6 zweifach abgetreppte Strebepfeiler. Im Schluss drei zweiteilige Lanzettfenster mit ursprünglichem Maßwerk; in der südlichen Chorwand zwei einfache Spitzbogenfenster. In der Barockzeit nördlicher kleiner Sakristeianbau mit östlichem Eingang mit Eisentür. Die geschlossene Vorhalle mit großem Rundbogenportal ist neueren Datums, südlich anschließende barocke Heiliggrabkapelle. West-Portal mit barockem Gewände. An der Süd-Wand des Langhauses Wandmalerei von Anton Kolig 1929, sitzende Maria mit Kind und vier stehende Engel, dahinter der Gekreuzigte. | BDA-Hist.: Q38061336 Status: § 2a Stand der BDA-Liste: 2025-06-30 Name: Kath. Pfarrkirche hl. Kanzian GstNr.: .81/1 Pfarrkirche Heiliger Kanzian (Nötsch)                                   |
| ja   | Datei hochladen | Grabstätte Michor HERIS-ID: 67331 Objekt-ID: 80282                                                                  | gegenüber Saak 56 Standort KG: Saak                        | Die Grabstätte Michor an der Südwand des Langhauses der Kirche Sankt Kanzian wird von der Wandmalerei Anton Koligs dominiert, welche er 1929 schuf. Die Malerei stellt die sitzende Madonna mit Kind umgeben von vier stehenden Engeln dar. | BDA-Hist.: Q38116384 Status: Bescheid Stand der BDA-Liste: 2025-06-30 Name: Grabstätte Michor GstNr.: .81/1, 882/2 Grabstätte Michor                                                        |
| ja   | Datei hochladen | Schloss Wasserleonburg HERIS-ID: 35935 Objekt-ID: 34778                                                             | Saak 1 Standort KG: Saak                                   | Der Bergfried im Ostteil des Schlosses stammt aus dem 14. oder 15. Jahrhundert, er wurde um die Wende zum 20. Jahrhundert romantizistisch bekrönt. Im 16. Jahrhundert wurde der Westteil des Schlosses errichtet, im 17. Jahrhundert der Trakt an der Südseite des Hofs mit kreuzgratgewölbtem Laubengang mit Arkaden. Bemerkenswert ist die Marmor-Rustika-Schauwand aus der Spätrenaissance im Südosten des Hofs. Im Nordtrakt befindet sich die zweigeschoßige Schlosskapelle mit barocker Einrichtung. Im Ostteil des Parks sind noch Mauerreste des Vorgängerbaus, einer 1348 zerstörten Burg. | BDA-Hist.: Q2243975 Status: Bescheid Stand der BDA-Liste: 2025-06-30 Name: Schloss Wasserleonburg GstNr.: .74 Wasserleonburg                                                                |
| ja   | Datei hochladen | Wirtschaftsgebäude von Schloss Wasserleonburg HERIS-ID: 45813 Objekt-ID: 47263                                      | Saak 2 Standort KG: Saak                                   | Das Wirtschaftsgebäude des Schlosses Wasserleonburg wurde im 18. Jahrhundert errichtet und fungierte bis ins 19. Jahrhundert als Lager für Naturalabgaben und zur Viehhaltung. Das überwiegend zweigeschoßige (zum kleinen Teil dreigeschoßige) Gebäude wird von einem Satteldach bedeckt. Zwei Feuermauern teilen die Anlage in drei Hauseinheiten. Der älteste Gebäudeteil ist der südöstliche Teil der Anlage. Eine Auffahrt an der nordwestlichen Stirnseite erschließt das Tennengeschoß. Im Erdgeschoß sind die barocken Gewölbeformen beinahe unverändert erhalten. Der ehemalige Pferdestall (1997 zu einem Veranstaltungsraum adaptiert) ist ein dreischiffiger und siebenjochiger Raum mit Kreuzgratgewölbe auf toskanischen Säulen. Der Zinnenkranz und die Scharten stammen vermutlich aus dem 19. Jahrhundert. | BDA-Hist.: Q38017599 Status: Bescheid Stand der BDA-Liste: 2025-06-30 Name: Wirtschaftsgebäude von Schloss Wasserleonburg GstNr.: .71 Farm building Wasserleonburg                          |
| ja   | Datei hochladen | Alte Schmiede, sog. Kaiserschmiede HERIS-ID: 112551 Objekt-ID: 130757seit 2016                                      | bei Saak 15 Standort KG: Saak                              | In der alten, kaum veränderten Schmiede sind Esse, Amboss, mechanisierter Hammer und zahlreiche Geräte für Wagen- und Hufschmiedarbeiten erhalten. | BDA-Hist.: Q37831622 Status: Bescheid Stand der BDA-Liste: 2025-06-30 Name: Alte Schmiede, sog. Kaiserschmiede GstNr.: .118 Schmiede Saak                                                   |
| ja   | Datei hochladen | Bauernhaus Unterhube mit Wirtschaftsgebäude HERIS-ID: 112578 Objekt-ID: 130786seit 2016                             | Saak 16 Standort KG: Saak                                  | | BDA-Hist.: Q37831755 Status: Bescheid Stand der BDA-Liste: 2025-06-30 Name: Bauernhaus Unterhube mit Wirtschaftsgebäude GstNr.: .117 Saak 16                                                |
| ja   | Datei hochladen | Bauernhof, Tschmelitschhube HERIS-ID: 112547 Objekt-ID: 130753seit 2016                                             | Saak 18 Standort KG: Saak                                  | | BDA-Hist.: Q37831610 Status: Bescheid Stand der BDA-Liste: 2025-06-30 Name: Bauernhof, Tschmelitschhube GstNr.: 817                                                                         |
| ja   | Datei hochladen | Bauernhaus, Jaklitschkeusche HERIS-ID: 46287 Objekt-ID: 48022                                                       | Saak 21 Standort KG: Saak                                  | Die Jaklitschkeusche ist ein zweigeschoßiger, mit einem Satteldach gedeckter und auf längsrechteckigem Grundriss errichteter Bau aus der 1. Hälfte des 18. Jahrhunderts. Das Gebäude ist teilweise gemauert, nur der Wirtschaftsraum an der Südostecke ist in Ständerbauweise mit vertikaler Außenschalung errichtet. Das Steingewändeportal aus rotem Sandstein mit Kämpferkapitellen und Volutenschlussstein ist barock und ist mit der Jahreszahl 1721 versehen. Die Jaklitschkeusche gehört einem Typus bäuerlicher Architektur an, die man als „Mittellabnhaus“ bezeichnet, d. h. dessen „Lab'n“ (Hausflur) sowohl im Erd- als auch im Obergeschoß durchgängig ist. Die Rauchküche ist noch erhalten, die „Gute Stube“ ist mit böhmischem Platzlgewölbe auf Gurtbögen ausgestaltet. Das Stallgebäude im Osten sowie der eingeschoßige Verbindungstrakt stammen vermutlich aus dem 19. Jahrhundert. Die barocke Architekturpolychromie der Jaklitschkeusche wurde im Zuge der 1996 durchgeführten Restaurierung wiederhergestellt. | BDA-Hist.: Q38020377 Status: Bescheid Stand der BDA-Liste: 2025-06-30 Name: Bauernhaus, Jaklitschkeusche GstNr.: .112 Saak 21                                                               |
| ja   | Datei hochladen | Doppelharpfe Pickerle HERIS-ID: 65092 Objekt-ID: 77907seit 2016                                                     | bei Saak 27 Standort KG: Saak                              | Die für die Gegend typische Doppelharpfe aus der Mitte des 18. Jahrhunderts wurde zum Trocknen von Heu, Getreide und anderen Feldfrüchten benutzt. | BDA-Hist.: Q38109136 Status: Bescheid Stand der BDA-Liste: 2025-06-30 Name: Doppelharpfe Pickerle GstNr.: .104, .105 Doppelharpfe Pickerle                                                  |
| ja   | Datei hochladen | Bauernhaus, Binderkeusche, Pinteritsch HERIS-ID: 112545 Objekt-ID: 130751seit 2016                                  | Saak 28 Standort KG: Saak                                  | Erstmalige Erwähnung als Viertelkeusche der Herrschaft Wasserleonburg im Steuerregister 1665. Keuschen waren Handwerkerhäuser, im Unterschied zu den Bauernhäusern vereinten sie Wirtschafts- und Wohntrakt unter einem Dach. Umbauten in den 1940er und 1980er Jahren unter Erhaltung der Grundsubstanz. | BDA-Hist.: Q37831585 Status: Bescheid Stand der BDA-Liste: 2025-06-30 Name: Bauernhaus, Binderkeusche, Pinteritsch GstNr.: .103                                                             |
| ja   | Datei hochladen | Bauernhaus Lessiakhube HERIS-ID: 112546 Objekt-ID: 130752seit 2016                                                  | Saak 31 Standort KG: Saak                                  | | BDA-Hist.: Q37831597 Status: Bescheid Stand der BDA-Liste: 2025-06-30 Name: Bauernhaus Lessiakhube GstNr.: 902                                                                              |
| ja   | Datei hochladen | Bauernhaus, Kapitschhube HERIS-ID: 112552 Objekt-ID: 130758seit 2016                                                | Saak 32 Standort KG: Saak                                  | | BDA-Hist.: Q37831633 Status: Bescheid Stand der BDA-Liste: 2025-06-30 Name: Bauernhaus, Kapitschhube GstNr.: .99/1                                                                          |
| ja   | Datei hochladen | Friedhof um die Pfarrkirche hl. Kanzian HERIS-ID: 65089 Objekt-ID: 77904                                            | Saak 47 Standort KG: Saak                                  | Am Friedhof befindet sich ein barockes Kruzifix und südlich am Chor der Kirche das Grabmal Anton Koligs. In der Friedhofsmauer ist ein Grabstein für Franz Wiegele eingelassen. | BDA-Hist.: Q38109127 Status: § 2a Stand der BDA-Liste: 2025-06-30 Name: Friedhof um die Pfarrkirche hl. Kanzian GstNr.: 864/2, 882/2 Friedhof Saak                                          |
| ja   | Datei hochladen | Ehem. Pfarrhof HERIS-ID: 54566 Objekt-ID: 62878                                                                     | Saak 49 Standort KG: Saak                                  | Der ehemalige Pfarrhof ist ein zweigeschoßiger, mit einem Walmdach gedeckter Bau. An der Ost- und Westfassade befinden sich Putze der Jahrhundertwende. Das Rundbogenportal Richtung Süden zeigt in einer Inschrift den Namen des Erbauers, Johann Andrä Semler Baron zu Scharfenstein, und die Jahreszahl 1757. Im Inneren sind mehrere Räume mit Stuckfelderdecken ausgestattet. Außerdem weist das Gebäude noch Türblätter, Kastenschlösser und Holzböden aus der Erbauungszeit auf. | BDA-Hist.: Q38061326 Status: Bescheid Stand der BDA-Liste: 2025-06-30 Name: Ehem. Pfarrhof GstNr.: .82 Pfarrhof Saak                                                                        |
| ja   | Datei hochladen | Kath. Pfarrkirche hl. Georg und Friedhof HERIS-ID: 54665 Objekt-ID: 63031                                           | bei Sankt Georgen im Gailtal 16 Standort KG: St. Georgen   | Mittelgroße Kirche des ausgehenden 15. Jahrhunderts. 1998 Restauration, Wiederherstellung der gotischen Farbgebung. Massiger Turm im nördlichen Chorwinkel, in der unteren Hälfte wohl romanisch: zweiteilige rundbogige Schallfenster, abgefast. Mauerschlitze und Spitzgiebelhelm. Im Winkel zwischen Chor und Turm niedriger Sakristeianbau, spätgotische Rechteckfenster, abgefast, spätgotisches Portal mit geradem Sturz, eisenbeschlagene Tür. Westlich vom Turm Kapellenanbau mit barocken Korbbogenfenstern. Im Langhaus und im Chor Lanzettfenster mit ursprünglichem Maßwerk. Am Langhaus zweifach abgetreppte Strebepfeiler, die westlichen diagonal gestellt; die am Chorschluss ebenfalls übereck gestellt. Gemauerte Pfeilervorhalle in Schiffbreite mit Außenaufgang zur Empore; in der südöstlichen Ecke steinerner Opfertisch; darüber Altärchen drittes Viertel 17. Jh., Schnitzfigur Christus im Elend. Nördlich am Langhaus barockes Seitenportal, gerader Sturz. Spätgotisches West-Portal, spitzbogig, profiliert. Nördliche Außenwand: Wandmalerei Ende 14. und 15. Jh., 1978 aufgedeckt. Christopherus-Fresko um 1510/20. | BDA-Hist.: Q38061867 Status: § 2a Stand der BDA-Liste: 2025-06-30 Name: Kath. Pfarrkirche hl. Georg und Friedhof GstNr.: .59/1, 1384/2 Pfarrkirche St. Georgen im Gailtal                   |